# Stunde der Entscheidung (2006)
Stunde der Entscheidung ist ein deutscher Fernsehfilm aus dem Jahr 2006.

## Handlung
Die deutsche Ärztin Karen Bender und ihr einheimischer Kollege Viktor Novak sind im Balkankrieg als Ärzte tätig. In einer dramatischen Notoperation retten sie das Leben eines kleinen Kindes. Nachdem sie sich gerade noch in Sicherheit bringen können, kommen beide sich näher. Karen Bender kehrt nach Deutschland zu ihrem Ehemann Christoph zurück, dem sie ihren Seitensprung verschweigt.
Sieben Jahre später führen Karen und ihr Mann mit Tochter Kim ein idyllisches Familienleben in München. Während er als Rechtsanwalt erfolgreich ist, steht sie als Spezialistin für plastische Chirurgie kurz vor der Beförderung zur Oberärztin. Nachdem Kims Hand zittert und sie von einem Fahrradfahrer angefahren wird, wird bei ihr ein Kavernom, also eine angeborene Blutgefäßmissbildung im Stammhirn, diagnostiziert.
Der einzige Arzt, der für die dringend nötige Operation in Frage kommt, ist der inzwischen international renommierte Neurochirurg Viktor Novak. Kim muss gegen ihre Angst ankämpfen, als der krebskranke Benny in ihr Zimmer verlegt wird und wenig später stirbt. Bei einer Blutuntersuchung im Vorfeld der Operation stellt sich heraus, dass Viktor Kims Vater ist. Karen kann ihrem Mann den Seitensprung nicht länger verschweigen und gesteht ihm, wer Kims Vater ist. Christoph will sich scheiden lassen. Vergeblich bittet er seine Kollegin Nathalie Kerner, ihn gerichtlich zu vertreten; er solle lieber, so Nathalie, an Kim denken. Während Karen an Christophs Hartnäckigkeit verzweifelt, wirbt Viktor um sie.
Währenddessen steht Viktor vor der Entscheidung, ob er entgegen den ärztlichen Statuten seine eigene Tochter operieren soll. Christoph bittet ihn, zu operieren, weil er ihn für den diese Aufgabe am geeignetsten hält. Kim übersteht die Operation ohne Komplikationen. Nach langen Zweifeln entscheidet sich Christoph für ein Leben mit Karen.